# Vysoká Běta
Vysoká Běta är ett berg i Tjeckien.   Det ligger i regionen Södra Böhmen, i den sydvästra delen av landet, 120 km söder om huvudstaden Prag. Toppen på Vysoká Běta är 809 meter över havet.
Terrängen runt Vysoká Běta är kuperad åt sydväst, men åt nordost är den platt.Runt Vysoká Běta är det ganska tätbefolkat, med 52 invånare per kvadratkilometer. Närmaste större samhälle är České Budějovice, 19,1 km öster om Vysoká Běta. I omgivningarna runt Vysoká Běta växer i huvudsak blandskog.